# Nécropole nationale du Pétant
La nécropole nationale du Pétant est un cimetière militaire français  de la Première et de la Seconde Guerre mondiale situé sur le territoire de la commune de Montauville dans le département de Meurthe-et-Moselle.

## Historique
La Nécropole nationale du Pétant, créée en 1915 et aménagée entre 1920 et 1936, regroupe les tombes des cimetières militaires provisoires du secteur de Pont-à-Mousson (rive droite et gauche de la Moselle).
De 1948 à 1951, y sont inhumés des corps de prisonniers de guerre ramenés d’Allemagne et d’Autriche. En 1968, y sont inhumés des corps de soldats français morts en 1939-1940, exhumés de différents lieux de Meurthe-et-Moselle. 
En 1971, a lieu l'inhumation de corps de prisonniers de guerre de la Seconde Guerre mondiale rapatriés du camp disciplinaire de Rawa-Ruska en Ukraine.

## Caractéristiques
Sur une superficie de 6,2 ha, la nécropole rassemble 13 518 dépouilles dont 8 065 en tombes individuelles et 5 453 en ossuaires.
La nécropole nationale du Pétant est composée de deux parties. Dans la partie haute, le cimetière militaire français de la Grande Guerre rassemble les corps de 5 199 soldats français et 1 Serbe. Dans la partie basse est situé le cimetière militaire de la Seconde Guerre mondiale et un mémorial de la Captivité qui accueille les corps de prisonniers de guerre morts en captivité  8 200 Français, 105 Soviétiques, 12 Polonais en quatre ossuaires.